# Gekijō-ban Otome Game no Hametsu Flag Shika Nai Akuyaku Reijō ni Tensei Shiteshimatta...
Gekijō-ban Otome Game no Hametsu Flag Shika Nai Akuyaku Reijō ni Tensei Shiteshimatta... (劇場版 乙女ゲームの破滅フラグしかない悪役令嬢に転生してしまった… Gekijōban Otome Gēmu no Hametsu Furagu Shika Nai Akuyaku Reijō ni Tensei Shiteshimatta…?, lit. Reencarné como una villana en un videojuego otome con banderas de destrucción...: La película), abreviada como Hamefura: The Movie, es una película de anime japonesa basada en la novela ligera del mismo nombre escrita por Satoru Yamaguchi y dirigida por Keisuke Inoue, mediante un guion escrito por Megumi Shimizu y Megumu Sasano, quienes adaptaron una historia original de Yamaguchi.
En septiembre de 2021 se anunció una película de anime basada en la serie de novelas ligeras y la producción de la película comenzó en abril de 2022. Se reveló que Inoue, Shimizu y Sasano estaban trabajando en la película en junio de 2023, junto con el elenco del anime que regresa para repetir sus papeles.
Gekijō-ban Otome Game no Hametsu Flag Shika Nai Akuyaku Reijō ni Tensei Shiteshimatta... se estrenará en Japón el 8 de diciembre de 2023.

## Reparto
- Maaya Uchida como Catarina Claes[1]
- Shouta Aoi como Geordo Stuart[2]
- Tetsuya Kakihara como Keith Claes[2]
- Tatsuhisa Suzuki como Alan Stuart[2]
- Yoshitsugu Matsuoka como Nicol Ascart[2]
- Miho Okasaki como Mary Hunt[2]
- Inori Minase como Sophia Ascart[2]
- Saori Hayami como Maria Campbell[2]
- Toshiki Masuda como Raphael Walt[3]
- Azumi Waki como Anne Shelley[3]
- Kōsuke Toriumi como Sora[3]
- Yusuke Shirai como Ian Stuart[3]

## Producción
Una película de anime basada en la serie de novelas ligeras Otome Game no Hametsu Flag Shika Nai Akuyaku Reijō ni Tensei Shiteshimatta... por Satoru Yamaguchi se anunció en septiembre de 2021. Maaya Uchida, quien da voz a Catarina Claes en el anime, estaba "sorprendida y feliz" con el anuncio. En abril de 2022, se reveló el título de la película y comenzó la producción. Se reveló que Keisuke Inoue dirigiría la película en el estudio Silver Link en junio de 2023. Además, se anunció que Megumi Shimizu y Megumu Sasano escribirían el guion basado en una historia original escrita por Yamaguchi; Shimizu también fue acreditado por la composición de la banda sonora de la película. Miwa Oshima también fue anunciada como diseñadora de personajes y ése mes, Uchida, Shōta Aoi, Tetsuya Kakihara, Tatsuhisa Suzuki, Yoshitsugu Matsuoka, Miho Okasaki, Inori Minase, Saori Hayami, Toshiki Masuda, Azumi Waki, Kōsuke Toriumi y Yusuke Shirai estaban listos para repetir sus papeles de la serie de anime como Catarina, Geordo Stuart, Keith Claes, Alan Stuart, Nicol Ascart, Mary Hunt, Sophia Ascart, Maria Campbell, Raphael Walt, Anne Shelly, Sora e Ian Stuart, respectivamente, mientras se presentaba un nuevo personaje parecido a una polluela llamada Piyo. Antes de retomar su papel para la película, Suzuki fue refundido en septiembre de 2021 con Yuki Itō para dar voz a Alan en los CD adicionales del drama del juego de Nintendo Switch My Next Life as a Villainess: All Routes Lead to Doom! Haran o Yobu Kaizoku.

### Marketing
El primer adelanto visual de la película se estrenó en septiembre de 2021 y presenta a Catarina imitando la obra de arte El grito (1893), del pintor Edvard Munch. La segunda imagen de la película se presentó en abril de 2022, seguida de una tercera junto con un avance en junio de 2023.

### Lanzamiento
La película tiene su estreno el 8 de diciembre de 2023 en los cines de Japón.